# Arctosa misella
Arctosa misella là một loài nhện trong họ Lycosidae.
Loài này thuộc chi Arctosa. Arctosa misella được Ludwig Carl Christian Koch miêu tả năm 1882.